# Ochthebius striatus
Ochthebius striatus är en skalbaggsart som först beskrevs av François Louis Nompar de Caumont de Laporte 1840.  Ochthebius striatus ingår i släktet Ochthebius och familjen vattenbrynsbaggar. Inga underarter finns listade i Catalogue of Life.